# From The Secret Laboratory
From The Secret Laboratory è un album reggae/dancehall del produttore giamaicano Lee Perry, uscito su etichette Mango Records e On-U Sound nel 1990.
L'album è co-prodotto da Lee Perry e Adrian Sherwood, alcune canzoni sono prodotte anche da Style Scott. Lee Perry canta tutte le canzoni accompagnato alla musica dai gruppi Dub Syndicate e Roots Radics.

## Tracce
1. Secret Laboratory (Scientific Dancehall) (feat. Akabu) – 6:26 (Lee Perry, Style Scott)
2. Inspector Gadget (feat. Akabu) – 3:40 (Lee Perry, Style Scott)
3. (I Got The) Groove (feat. Skip McDonald, George Faith) – 5:26 (Lee Perry, Kenneth Gamble, Leon Huff)
4. Vibrate On – 4:52 (Horace Swaby, Lee Perry)
5. African Hitchiker – 4:31 (Lee Perry, Style Scott)
6. You Thought I Was Dead – 3:52 (Lee Perry, Style Scott)
7. Too Much Money (feat. Akabu) – 5:07 (Lee Perry, Style Scott)
8. Push Push (feat. Skip McDonald) – 4:03 (Lee Perry)
9. African Head Charge In The Hackney Empire – 3:28 (Lee Perry)
10. Party Time (feat. The Heptones) – 3:45 (Lee Perry, Style Scott)
11. Seven Devils Dead (feat. Akabu) – 4:54 (Lee Perry, Style Scott)

Durata totale: 50:04

## Formazione
- Lee Perry - voce
- Dub Syndicate, Roots Radics - backing band
- Akabu, Skip McDonald, George Faith - cori
- Errol "Flabba" Holt, David Harrow - basso
- Style Scott - batteria
- Skip McDonald, Dwight Pinckney - chitarra
- Bingy Bunny- chitarra ritmica
- David Harrow - tastiere
- Steely, Carlton "Bubblers" Oglivy - pianoforte
- Carlton "Bubblers" Oglivy - organo
- Style, Lee Perry - percussioni